# 엥엘베르트 1세

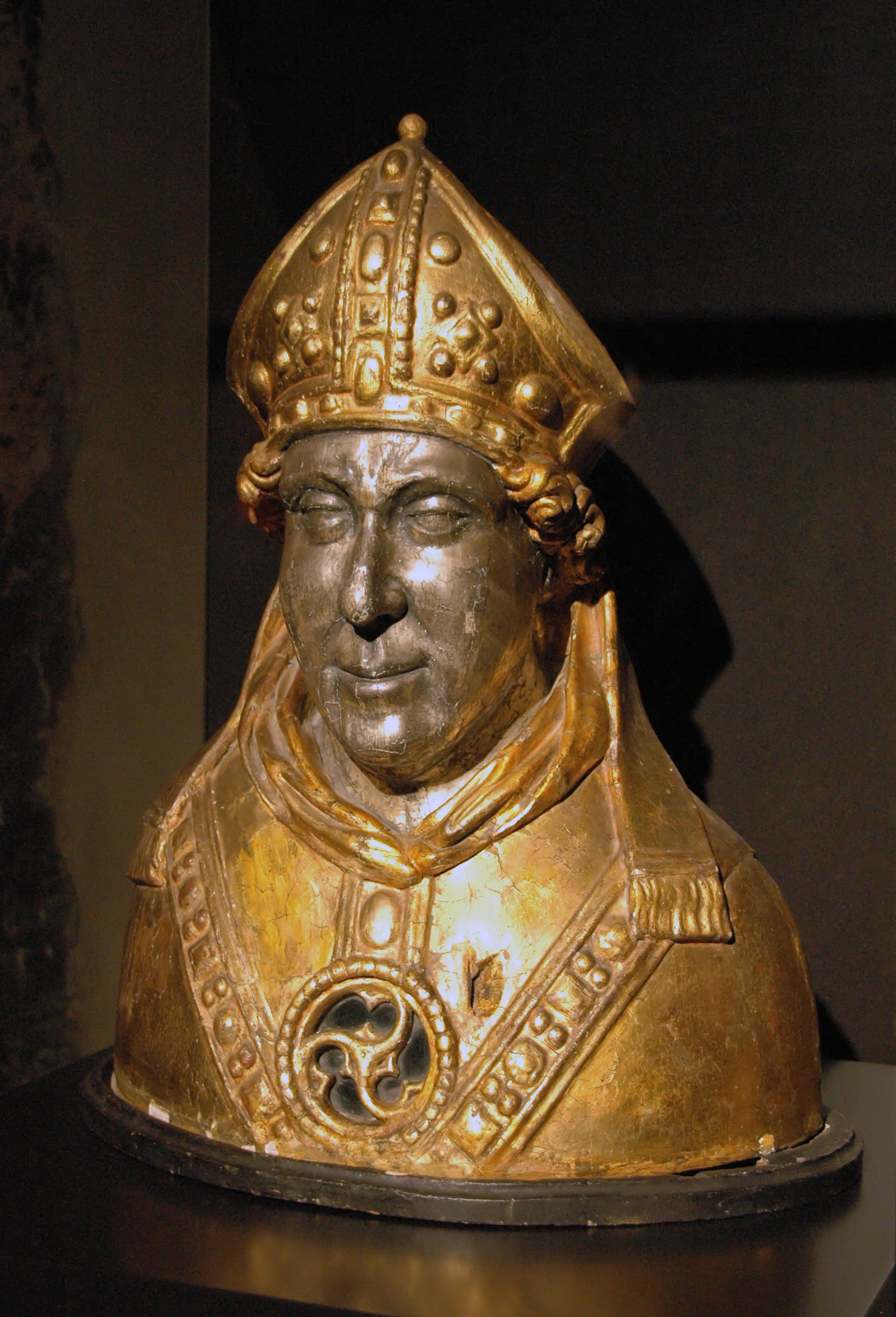
엥엘베르트 1세

엥엘베르트 1세 (Engelbert I. von Köln, 1185년 또는 1186년 ~ 1225년 11월 7일)는 1216년부터 1225년까지 쾰른의 대주교였으며, 1218년부터 1225년까지 베르크 지방의 백작이었다.